# Mezouzah
La mezouzah (hébreu : מזוזה, « linteau » ; plur. mezouzot) désigne par métonymie un objet de culte juif apposé au chambranle de l’entrée d’une demeure.
Dans le judaïsme rabbinique, elle prend la forme d’un boîtier contenant deux passages bibliques rédigés selon les règles de l’art sur un parchemin, fixé au chambranle des portes des lieux d’habitation permanente, y compris les différentes pièces de cette demeure (cuisine, salon, chambres), à l’exclusion des lieux d'aisance et de rangement.

## Une pratique hébraïque

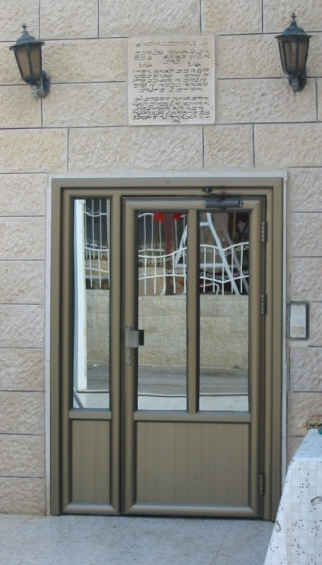
Une mezouzah samaritaine gravée au-dessus d'une porte d'entrée.

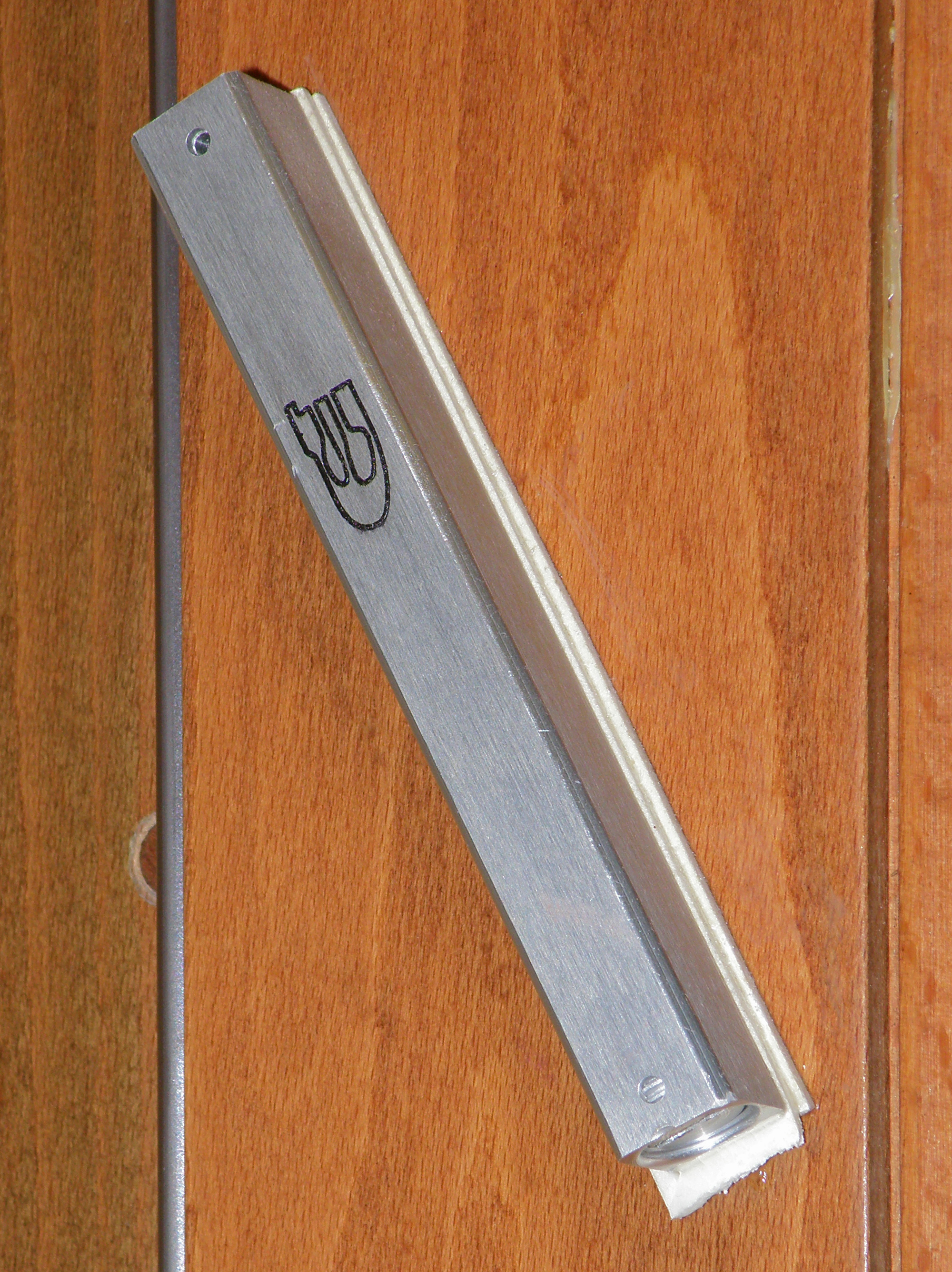
Une mezouzah moderne à Haïfa.

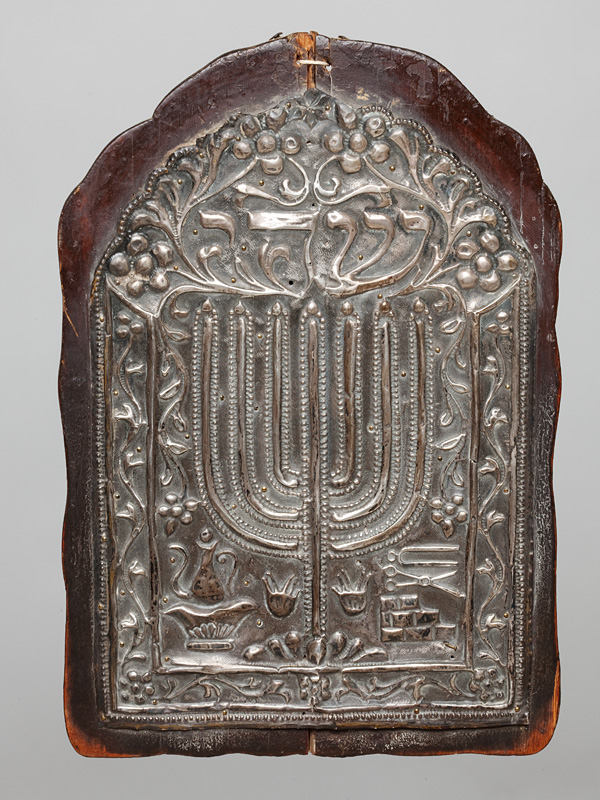
Récipient de mezouzah avec menorah, musée juif de Suisse.

La prescription d'écrire « ces choses que je vous prescris en ce jour » aux poteaux des portes a pour base deux passages du Deutéronome (chapitre 6:4-9 et chapitre 11:13-21). Ces versets comprennent le Shema Israël, qui commence par la lettre shin (ש). Cette lettre figure sur chaque mezouzah mais elle représente « Shaddaï » (שדי), qui est l'un des noms de Dieu dans le judaïsme.
La prescription du Deutéronome a été diversement interprétée par différents courants mosaïques : les Samaritains gravent les passages bibliques au-dessus de leur porte d'entrée, tandis que les Juifs (rabbanites) les tracent sur un parchemin, écrit selon des règles scrupuleusement établies et suivies, et l'appliquent aux linteaux de l'ensemble des pièces habitables munies d'une porte. Les Karaïtes, adeptes d'un courant juif scripturaliste (basant son interprétation de la Loi sur la lettre de la Bible et non sur la tradition orale rabbinique), considèrent ce passage comme une métaphore. Beaucoup de Karaïtes israéliens placent cependant une plaque symbolisant les dix commandements (voire une mezouzah rabbanite) aux linteaux de leur porte d'entrée, par convenance sociale.
La première mention d'un signe à placer à l'entrée d'une habitation est le sang de l'agneau pascal, que les Hébreux doivent sacrifier la nuit de la plaie des nouveau-nés, où Dieu passera au-dessus des demeures portant un tel signe, mais prendra la vie de tout premier-né d'une habitation qui n'a pas été consacrée de la sorte.
La coutume veut à présent que la mezouzah soit apposée à l'entrée de la synagogue et de tous les lieux où les Juifs résident en général. L'étui est fixé à droite dans le sens de l'entrée, en biais, et à une hauteur équivalente au tiers de la hauteur du montant de la porte à partir du linteau. Avant de la fixer on prononce une bénédiction.
Le parchemin, fait de la peau d'un animal pur, est calligraphié par un scribe habilité à cette tâche. Il est nécessaire de faire vérifier régulièrement (deux fois tous les sept ans) ce parchemin afin de s'assurer que le texte est toujours en bon état. En cas de difficultés personnelles, il est recommandé de faire vérifier les parchemins des mezouzot de sa maison.
La lettre Shin de l'alphabet hébreu est généralement visible sur le boîtier qui protège le parchemin enroulé à l'intérieur. Ce boîtier n'est toutefois pas nécessaire à l'accomplissement de la Mitsva.
Le judaïsme refusant les superstitions, le pratiquant ne doit pas considérer la mezouzah comme une amulette ou un fétiche. Malgré tout, le traité Ména'hot du Talmud explique que la mezouzah assure la protection divine sur la maison juive : tandis qu'un roi humain réside dans son palais, gardé à l'extérieur par ses serviteurs, le Roi de l'univers — au contraire — protège lui-même le lieu de résidence de ses fidèles.
Les plus fervents ont l'habitude de toucher ou d'embrasser la mezouzah en franchissant le seuil.
L'esthétique du boîtier de la mezouzah est aujourd'hui très diversifiée, les fabricants et artisans rivalisant d'originalité pour les matériaux utilisés (bois, plastique, métal, verre ou pierre), son décor et le graphisme de la lettre Shin. Salvador Dalí s'inspira de cet objet pour en faire des épreuves en bronze.
L'obligation de l'installation de la mezouzah s'impose aux hommes et aux femmes.

## La position de la mezouzah
La mezouzah est, depuis le Moyen Âge, posée en biais pour faire un compromis entre l'avis de Rachi, préconisant la position verticale , et celui de Rabbénou Tam, son petit-fils, préconisant la position horizontale : tous deux divergent sur l'interprétation à donner à un passage du Talmud (traité Ména'hot 33a) qui déconseille d'accrocher une mezouzah comme un "verrou de porte" (nagar). Puisque, si on l'en croit Rachi, ils auraient tort de placer leur mezouzah horizontalement ou, à l'opposé, ils méconnaitraient la loi (selon Rabbénou Tam) s'ils la fixaient verticalement, les Ashkénazes la posent de façon ni horizontale, ni verticale, et donc en diagonale.
Dans la communauté juive séfarade, c'est l'avis de Rachi qui est suivi, dans la position uniquement verticale.